# الاکوراپادو
الاکوراپادو (به انگلیسی: Alakurapadu) یک منطقهٔ مسکونی در هند است که در آندرا پرادش واقع شده‌است.